# Crelan
Crelan is een Belgische bank-verzekeraar die werd opgericht in 2013 door – en als opvolger van – Landbouwkrediet, na aankoop van onder meer Centea in 2011. Crelan heeft haar hoofdzetel aan de Sylvain Dupuislaan in Brussel en was in 2020 de zevende grootste Belgische bank met Europabank als autonome dochter.

## Governance
Crelan N.V. is een 100 % dochter van CrelanCo C.V., een coöperatieve vennootschap in handen van bijna 300.000 coöperatieve aandeelhouders. De N.V. en C.V. kennen een ongebruikelijke juridische structuur: in overeenstemming met artikel 239 van de Wet van 25 april 2014 op het statuut van en het toezicht op de kredietinstellingen vormen ze samen een “federatie van kredietinstellingen”, waarbij Crelan N.V. de centrale instelling is. Tussen beide verbonden instellingen met bankstatuut is er een volledige solidariteit en daarom worden de resultaten van Crelan N.V. en CrelanCo C.V. geglobaliseerd.
Het Directiecomité van Crelan N.V. staat in voor het operationele beleid van zowel Crelan N.V. als CrelanCo C.V.. Sleutelpersonen begin 2025:
- CEO: Philippe Voisin
- COO/CHRO: Jean-Paul Gregoire
- CCO: Joris Cnockaert
- CRO: Pieter Desmedt
- Chief Financial Officer (CFO): Tiny Ergo
- Chief Information Officer (CIO): Frédéric Mahieu
- Voorzitter Raad van Bestuur Crelan NV: Luc Versele
- Voorzitter Raad van Bestuur Crelanco CV: Benoît Bayenet

## Geschiedenis
Op 1 april 2013 startte Crelan als opvolger van het Landbouwkrediet. Mede dankzij de overname van Centea in 2011 was dit de op negen na grootste Belgische bank met 935.000 klanten, 865 zelfstandige kantoorhouders en twee autonome dochterbanken: de in steden goed vertegenwoordigde Europabank en de onlinebank Keytrade Bank. De verzekeringsmaatschappij van het Landbouwkrediet werd herdoopt tot Crelan Insurance N.V..
Op 18 juni 2015 namen de Belgische Coöperatieve Kassen (BCK) het aandelenpakket van de Franse grootbank Crédit Agricole over. Zo werden de coöperanten enige aandeelhouders en Crelan opnieuw een 100% Belgische en coöperatief verankerde bank. In november fusioneerde ze met BCK die eigenaar was van Crelan tot CrelanCo CV en kreeg de bank nog een unieke aandeelhouder. De organisatiestructuur van Crelan werd hierdoor transparanter en eenvoudiger.
Crelan verkocht Keytrade Bank in 2016 aan de Franse bank Crédit Mutuel Arkéa.
Eind 2016 raakt bekend dat Philippe Voisin, een Fransman en tot dat moment de CRO van Crelan, de nieuwe CEO wordt vanaf eind april 2017. Hij volgt daarmee Luc Versele op die ontslag nam nadat de bank 70 miljoen euro had verloren door een foute betaling na valse e-mails. In het eerste semester van 2017 verving hij quasi hele directiecomité om met een nieuw sterk team van start te gaan.

### Overname Axa Bank België
Eind juni 2019 raakt bekend dat Crelan AXA Bank België wilde overnemen en zo de vijfde bank van België zou worden. Op 24 oktober 2019 werd de overname aangekondigd. AXA Bank België en Crelan worden gefuseerd en de naam AXA Bank België verdween na een geschatte termijn van 24 maanden na goedkeuring door de autoriteiten. Crelan kocht AXA Bank Belgium voor 100 % en betaalt hiervoor 540 miljoen euro. Crelan zal ook haar kleine verzekeringsdochter Crelan Insurance N.V. overdragen aan AXA. Crelan Insurance N.V. wordt daarbij gewaardeerd op 80 miljoen euro, waarmee de totale overnamesom op 620 miljoen euro uitkomt.
Op 13 november 2019 was Crelan een van de medeoprichters van Jofico C.V., een joint venture met Argenta Groep, AXA Bank België, vdk bank en bpost bank om de aankoop, het beheer en het onderhoud van geldautomaten gezamenlijk en goedkoper uit te voeren. In 2023 tekenden de federale regering en de banksector een protocol om extra automaten te plaatsen over het hele land waarbij een betere geografische spreiding gegarandeerd werd. Daarbij speelden ook de banken die deelnamen aan Jofico een sleutelrol. Volgens De Tijd leidde de integratie van de kantorennetten van Crelan en AXA Bank tot vertraging in het plaatsen van 32 geldautomaten die Crelan volgens de uitwerking van het protocol voor haar rekening diende te nemen. Media 2025 is de lacune nog niet ingevuld door de bank.

### Terugkeer Crédit Agricole?
In mei 2025 raakte bekend dat Crédit Agricole overweegt opnieuw aandeelhouder te worden van Crelan. Deze kapitaalinjectie zou nodig zijn om 245 miljoen euro terug te betalen aan AXA tegen 2027 en de achtergestelde effecten (140 miljoen euro) in handen van Allianz en Amundi terugroepbaar te maken. Naast het financiële aspect wordt ook strategische samenwerking met Amundi, de fondsenbeheerder in handen van Crédit Agricole, als motief genoemd. De terugkeer van een externe aandeelhouder zou echter leiden tot verwatering van de participatie en het winstdeelnamepercentage van de circa 300.000 coöperatieve aandeelhouders van CrelanCo. Volgens de zakenkrant De Tijd veroorzaakte dit eind april 2025 interne spanningen op de algemene vergadering van Crelan en CrelanCo omdat een bestuurder toen voortijdig ontslag nam.

## Fiscaal risico bij AXA Bank Belgium en de rol van Crelan
AXA Bank Belgium en haar moederbedrijf Crelan zijn sinds 2017 betrokken bij een fiscale constructie die mogelijk nadelig kan uitvallen voor tienduizenden Belgische hypotheekklanten. De kern van het probleem ligt in de overdracht van woonkredieten aan een Franse zustermaatschappij, waardoor de intresten mogelijk onderworpen zijn aan roerende voorheffing, wat doorgaans niet het geval is bij Belgische kredietinstellingen.

### Structuur en constructie
AXA Bank Belgium verkocht sinds 2017 haar Belgische woonleningen aan de Franse dochtermaatschappij AXA Bank Europe. Die gebruikte de leningen als onderpand voor de uitgifte van zogenaamde covered bonds aan institutionele beleggers. Hierdoor is AXA Bank Europe, een buitenlandse entiteit, formeel de begunstigde van de renteaflossingen die Belgische klanten betalen.
Volgens de Belgische wetgeving geldt een vrijstelling van roerende voorheffing enkel wanneer intresten worden betaald aan een in België gevestigde bank. De Belgische fiscus zou bijgevolg kunnen oordelen dat klanten belast zijn op hun interestbetalingen, met een tarief van 30%.

### Interne kennis en waarschuwingen
Interne documenten van AXA Bank Belgium en Crelan tonen aan dat het risico sinds 2017 bekend was bij het management. De hervorming van AXA Bank Europe kwam er na wijzigingen in de Franse wetgeving, en werd gevolgd door een rulingverzoek bij de Belgische fiscus. Die gaf in eerste instantie groen licht, maar weigerde later een addendum toen de constructie werd aangepast.
Meerdere interne memo's, waaronder van Deloitte en advocatenkantoor Eubelius, benadrukten het risico. De inschatting van het risico varieerde door de jaren heen van “laag” tot “medium”, met een becijferd jaarlijks worstcasescenario tot 42 miljoen euro per jaar.

### Impact op klanten
Volgens gegevens uit juni 2023 waren er toen meer dan 143.000 hypothecaire contracten, verdeeld over ongeveer 87.000 klanten, opgenomen in de constructie. Geen van hen werd geïnformeerd over de overdracht van hun lening naar Frankrijk of het fiscale risico dat daaraan verbonden is. Hierdoor bevinden ze zich, zonder het te weten, mogelijk in een situatie van fiscale inbreuk (mogelijk geclassificeerd als "tax abuse").

### Fiscale controle en overheidsreactie
In maart 2024 werd bekend dat de Belgische fiscus, vermoedelijk via de Bijzondere Belastinginspectie (BBI), vragen stelde aan Crelan over de constructie. Deze controle kwam kort na berichtgeving over het risico in de media. Crelan bevestigde het contact met de fiscus, en gaf begin 2025 aan dat de fiscus zowel in 2024 als in 2025 bijkomende vragen heeft gesteld. De FSMA en ook de Nationale Bank zijn op de hoogte van het dossier.

### Rol van Crelan en juridische context
Crelan nam AXA Bank Belgium eind 2021 over van verzekeraar AXA en zette de financieringsconstructie voort. Volgens Crelan is het risico “laag tot zeer laag” en conformeert de bank zich aan de Europese regelgeving. Daarbij verwijst de groep naar een Europees arrest uit 2016 dat zou aantonen dat de Belgische regelgeving in strijd is met het vrij verkeer van diensten en kapitaal binnen de EU.
Crelan heeft ondanks het vertrouwen toch van AXA Frankrijk een schadevergoeding van maximaal 200 miljoen euro bedongen in het geval dat de fiscus alsnog roerende voorheffing vordert. Deze garantie is echter beperkt in de tijd en loopt af 5 jaar na de verkoop van AXA Bank België aan Crelan. Tegelijk stelt Crelan zich garant voor haar klanten en meent ze dat deze geen negatieve gevolgen zullen ondervinden.

### Toekomstperspectief
Een nieuw dubbelbelastingverdrag tussen België en Frankrijk, dat ten vroegste in 2026 in werking treedt, zou het probleem in de toekomst kunnen oplossen. Tot dan blijft het risico voor de betrokken klanten bestaan tot de fiscale verhaalperiode van de fiscus voorbij is, al is niet bekend of en wanneer de fiscus formeel vervolgstappen zal ondernomen.

## Sponsor
Sinds 2000 is Crelan actief als sponsor in het wielrennen, initieel onder de naam Landbouwkrediet. Met de komst van Sven Nys in 2008 lanceerde Crelan zich tevens in het veldrijden, wat de naamsbekendheid sterk ondersteunde. Nys bleef tot het einde van zijn actieve loopbaan bij de ploeg en behaalde in deze periode onder meer 4 Belgische en 1 wereldtitel. Na het afscheid van Nys maakte Crelan bekend verder te gaan in het veldrijden als nieuwe sponsor van Wout van Aert, die vervolgens 3 Belgische en 3 wereldtitels won op 4 jaar tijd. Na het plotse vertrek van Van Aert bij de wielerploeg Veranda's Willems-Crelan stopte Crelan eind 2018 tijdelijk met wieler-sponsoring.
In september 2019 maakte Crelan haar terugkeer in de wielerwereld bekend als hoofdsponsor van het dames veldritteam IKO-Crelan, met meervoudig wereldkampioene Sanne Cant als kopvrouw. Naast het ondersteunen van de Dames Elite sponsorde Crelan ook de jeugdteams U17 en U19. In 2022 ging de ploeg verder als Crelan-Fristads met ook een volledig mannenteam. Laurens Sweeck werd het boegbeeld van de ploeg. Hij won de Wereldbeker veldrijden 2022-2023. Vanaf 2023 heet de ploeg Crelan-Corendon.
Van september 2015 tot juli 2020 was Crelan hoofdsponsor van basketbal-team Okapi Aalst. Sinds mei 2019 is de bank tevens sponsor van de nationale basketbalploegen bij de dames en heren: de Belgian Cats en de Belgian Lions.